# هيلينا بيرغستروم
هيلينا بيرغستروم (بالسويدية: Helena Bergström)‏ هي مخرجة وممثلة سويدية، ولدت في 5 فبراير 1964 في السويد. بدأت مشوارها المهني سنة 1982، ومن الجوائز التي نالتها ميدالية الآداب والفنون ‏ سنة 2010.

## جوائز
- ميدالية الآداب والفنون [الإنجليزية]‏ (2010)

## وصلات خارجية
- هيلينا بيرغستروم على موقع IMDb (الإنجليزية)
- هيلينا بيرغستروم على موقع ميتاكريتيك (الإنجليزية)
- هيلينا بيرغستروم على موقع روتن توميتوز (الإنجليزية)
- هيلينا بيرغستروم على موقع ألو سيني (الفرنسية)
- هيلينا بيرغستروم على موقع ميوزك برينز (الإنجليزية)
- هيلينا بيرغستروم على موقع أول موفي (الإنجليزية)
- هيلينا بيرغستروم على موقع قاعدة بيانات الأفلام السويدية (السويدية)
- هيلينا بيرغستروم على موقع أول ميوزيك (الإنجليزية)
- هيلينا بيرغستروم على موقع ديسكوغز (الإنجليزية)
- هيلينا بيرغستروم على موقع قاعدة بيانات الفيلم (الإنجليزية)